# Aleksander Prugar
Aleksander Prugar (ur. 16 grudnia 1984 r. w Gliwicach)  – polski przedsiębiorca, designer oraz fotograf. Właściciel studia projektowego MI POLIN. Prezes Zarządu Mi Polin / Z Polski Fundacja. Ekspert biznesowy w Fundacji Inicjatyw Społeczno-Ekonomicznych. Kolekcjoner polskiego szkła artystycznego.

## Działalność artystyczna

### Fotografia
Karierę jako fotograf rozpoczął w Gazecie Wyborczej Katowice. Zajmował się głównie fotografią śląskiego krajobrazu przemysłowego. Następnie zatrudniony w centrali Gazety Wyborczej w Warszawie gdzie realizował zadania redakcyjne dla Gazety Stołecznej, Wysokich Obcasów oraz Dużego Formatu. Specjalizował się w dokumencie subiektywnym. W 2008 przez kuratorów oraz krytyków związanych z Miesiącem Fotografii zaliczony do 100 najlepszych polskich fotografów działających w latach 2000 do 2010 w programie Aktualizacja. Przegląd nowej fotografii polskiej. W okresie 2006 - 2009 jego prace były reprezentowane przez Agence VU z Francji. Były członek Związku Polskich Artystów Fotografików.
Autor reportaży:
- Piosenka o Hałdzie: cykl zdjęć opowiadający o zbieraczach węgla na śląskich hałdach oraz wartości przyjaźni;
- Święty Beton, dokument subiektywny interpretujący znaczenia religijne oraz ukazujący pracę zakładu produkującego figury świętych w Piekarach Śląskich;
- Reklamiasto, esej ukazujący Warszawę zasłoniętą przez reklamy wielkoformatowe;
- Śląskie Wdowy, portret środowiska wdów po górnikach, którzy zginęli w wyniku katastrof górniczych;
- Śląski Spacer, seria impresji fotograficznych;
- Dwa Światy, seria portretów górników tuż po zakończonej pracy przy wydobyciu węgla;
- Zielony Śląsk, projekt ukazujący zmiany przyrodnicze w postprzemysłowym śląskim krajobrazie; zrealizowany w ramach stypendium Marszałka Województwa Śląskiego.

### Film
Debiut reżyserski na festiwalu Młodzi i Film w Koszalinie filmem komediowym 12 metrów 45 centymetrów opowiadającym o przyczynach i kulisach powstania największego pomnika Jana Pawła 2 na świecie oraz jego twórcach. Jako operator debiutował dokumentem Saszka, Saszka poświęconym historii relacji młodego chłopaka z matką. Film otrzymał nagrodę specjalną London Film Academy podczas festiwalu T-Mobile Nowe Horyzonty (2012) oraz nagrodę za zdjęcia VGIK Summer FilmSchool w Kazaniu (2011).

### Design
Współtwórca serii „Mezuza z tego domu”, której celem jest odlewanie w brązie śladów po mezuzach. Jeden z obiektów z tej serii został pokazany na wystawie Po drugiej stronie rzeczy. Polski dizajn po roku 1989 będącej podsumowaniem najciekawszych osiągnięć w polskim designie po 1989 roku.
Współtwórca Tangible Mezuzah (Namacalna mezuza), w której słowo Szaddaj – jedno z imion Boga – zapisano hebrajskim alfabetem Braille'a. W 2018 mezuza została dołączona do kolekcji stałej Jewish Musem w Nowym Jorku jako pierwszy tego typu obiekt wykonany w Polsce po wojnie.

## Kariera zawodowa
Założyciel oraz współwłaściciel studia projektowego MI POLIN – pierwszego w Polsce studia zajmującego się projektowaniem, produkcją oraz eksportem współczesnych judaików. W MI POLIN odpowiada za rozwój produktu oraz planowanie strategiczne. Ekspert biznesowy w Fundacji Inicjatyw Społeczno-Ekonomicznych, zajmuje się usprawnianiem procesów zarządczych, rozwiązywaniem konfliktów oraz poprawą wyników operacyjnych w podmiotach ekonomii społecznej oraz NGO. Współtwórca akcji społecznej „Jeden za Wszystkich” przeciwdziałającej negatywnym skutkom społecznym wywołanym przez pandemię COVID-19. Pomysłodawca i współtwórca projektu "Design for Bantayan", który powstał 3 tygodnie po tajfunie Haiyan. Tajfun zniszczył 95% miejsc pracy na wyspie. Celem DfB było stworzenie kolekcji biżuterii wykonanej z dostępnych materiałów takich jak drzewo kokosowe oraz nauczenie lokalnych wytwórców produkcji i sprzedaży gwarantującej dochód mieszkańcom zniszczonej wyspy.

## Wystawy
Lista najważniejszych wystaw i spotkań autorskich:
- Tychy Press Photo, Międzynarodowy Festiwal Fotografii w Rybniku, spotkanie autorskie (2008);

- Muzeum Sztuki w Łodzi / Łódź; wystawa grupowa pt: Piękni zawsze, żyjemy dzisiaj; cykl pt: Plac Zabaw (2009);
- Miesiąc Fotografii w Krakowie / Kraków. Wystawy indywidualne oraz zbiorowe w czasie trwania Festiwalu w Programie Głównym oraz sekcji OFF. W trakcie Festiwalu zaprezentowano serię zdjęć pt: Fotografie Ojca. Na serię złożyły się zdjęcia ojca wykonane w latach 50.;
- Festiwal InSpiracje / Szczecin. Reklamiasto (2008);
- Miesiąc Fotografii w Krakowie / Kraków. W 2009 roku przez dyrekcję, kuratorów oraz krytyków fotografii związanych z Festiwalem uwzględniony na liście 100 najważniejszych polskich fotografów działających w latach 2000 do 2010;
- Galeria BB / Bielsko-Biała. Wystawa indywidualna oraz spotkanie autorskie (2009);
- Perpignan Visa Pour l’image Festival / Perpignan / Slideshow prac fotograficznych (2009);
- Narodowa Galeria Sztuki Zachęta / Warszawa. Udział w zbiorowej wystawie podsumowującej dwudziestoletni dorobek fotograficzny Gazety Wyborczej (2009);
- Europejskie Muzeum Górnictwa / Francja. Wystawa zbiorowa poruszająca problematykę współczesnego górnictwa (2011);
- Związek Polskich Artystów Fotografików / Katowice. Wystawy zbiorowe i spotkania autorskie (2010-2012);
- Galeria Warsztat / Warszawa. Wystawa podsumowująca realizację projektu fotograficznego dla Fundacji Inicjatyw Społeczno Ekonomicznych (2012);
- Zabytkowa Kopalnia Węgla Kamiennego Guido / Zabrze. Podziemna wystawa zdjęć o tematyce górniczej. Zakup prac do kolekcji Muzeum (2013);
- Muzeum Etnograficzne / Warszawa. Spotkanie autorskie oraz prezentacja założeń projektu oraz gotowych produktów z serii Design for Bantayan (2014);
- Ambasada Filipin w Warszawie. Spotkanie z ambasadorem Filipin w RP oraz prezentacja założeń projektu oraz gotowych produktów z serii Design for Bantayan (2014);
- Pennisula Jewish Community Center / Foster City / Kalifornia. Przekrojowa wystawa prac MI POLIN (2014);
- Osher Marin Jewish Community Center / San Rafael. Kalifornia. Przekrojowa wystawa prac MI POLIN (2015);
- Żydowski Instytut Historyczny / Warszawa. Pierwsza wystawa projektu Mezuza z Tego Domu (2016);
- Akademia Sztuk Pięknych w Warszawie / Warszawa. Podczas wystawy zbiorowej z okazji 40-lecia wydziału wzornictwa (2017);
- Muzeum Narodowe w Krakowie / Kraków. Udział w zbiorowej wystawie „Po drugiej stronie rzeczy. Polski dizajn po roku 1989” (2018);
- Galeria BWA Bielsko-Biała / Bielsko-Biała. Udział w wystanie „Korzenie”, poruszającej tematykę pochodzenia, tożsamości oraz identyfikacji osobiste (2019);
- JCC Miles Nadal / Toronto. Wystawa obiektów z serii „Mezuza z tego domu” (2019);
- Fentster Gallery / Toronto. Instalacja site-specific poświęcona rzece Wiśle (2019).

PRACE W ZBIORACH
- Parlament Europejski, seria zdjęć ze Śląska;
- Europejskie Muzeum Górnictwa, seria zdjęć ze Śląska;
- Muzeum Śląskie, seria zdjęć o górnikach;
- Zabytkowa Kopalnia Węgla Kamiennego Guido w Zabrzu, seria zdjęć ze Śląska;
- The Jewish Musem in New York, TANGIBLE MEZUZAH;
- Muzeum Etnograficzne w Warszawie, prace MI POLIN z ceramiki i z brązu;
- Congregation Beit Simchat Torah w Nowym Jorku, kolekcja mezuz z brązu;
- Jewish Museum Vienna, kolekcja ceramiki.

## Wybrane nagrody oraz osiągnięcia
Finalista i laureat ogólnopolskich zawodowych konkursów fotograficznych: Grand Press Photo, BZ WBK, Press Photo Contest, Śląska Fotografia Prasowa (2006 – 2010).

### Inne nagrody i wyróżnienia
- Stypendium Artystyczne Marszałka Województwa Śląskiego w dziedzinie kultury. Dwukrotnie otrzymane stypendium na realizację projektu ZIELONY ŚLĄSK.
- Nagroda Gazety Wyborczej dla najlepszego fotoreportażu przyznanego za esej Święty Beton (2010).
- Główna Nagroda za zdjęcia oraz Nagroda Publiczności za zdjęcia do filmu dokumentalnego Saszka, Saszka podczas VGIK Summer Film School w Kazaniu (2011).
- Nagroda specjalna London Film Academy podczas T-mobile New Horizons we Wrocławiu dla filmu Saszka, Saszka (2012).
- Nagroda Główna podczas Ogólnopolskiego Festiwalu Filmów Amatorskich i Niezależnych Offeliada za dokument 12 metrów 45 centymetrów (2014).
- Solanin Film Festiwal, nagroda w kategorii Kino Lubuskie dla filmu 12 metrów 45 centymetrów (2014)
- Nominacja w kategorii najlepszy krótkometrażowy film dokumentalny w ramach konkursu Nagrody Polskiego Kina Niezależnego im. Jana Machulskiego dla filmu 12 metrów 45 centymetrów (2015)
- Grant Stowarzyszenia Żydowskiego Instytutu Historycznego przyznany na realizację publikacji poświęconej śladom po mezuzach.
- Grant Miasta Stołecznego Warszawy  na organizację FESTIWALU MEZUZA 2019.

## Działalność edukacyjna
Prowadzi warsztaty, wykłady i spacery edukacyjne poświęcone kulturze i tradycji żydowskiej, żydowskiej przeszłości warszawy i lokalnych, przedwojennych wspólnot. 
Najważniejsze zrealizowane zadania edukacyjne
- Taube Foundation for Jewish Life in Poland, Warszawa. Spotkania autorskie oraz oprowadzanie grup turystycznych po żydowskiej Warszawie szlakiem śladów po mezuzach (2014-2019).
- Ambasada Filipin, Warszawa. Spotkanie z JE Ambasadorem Filipin oraz społecznością filipińską zamieszkałą w Warszawie. Podczas spotkania zaprezentowano założenia projektu Design for Bantayan wraz z gotowymi produktami (2014)
- Public Library of San Francisco, Kalifornia. Spotkanie autorskie poświęcone poszukiwaniom śladów po mezuzach ze społecznością żydowską polskiego pochodzenia. (2014)
- Festiwal Kultury Żydowskiej w Krakowie. Prowadzenie warsztatów z designu o tematyce żydowskiej. Realizacja autorskich instalacji artystycznych w przestrzeni miejskiej TREE OF LIGHT oraz KVITLECH BOX.
- JCC Kraków oraz JCC Warszawa. Spotkania autorskie i wykłady na temat problematyki śladów po mezuzach dla zagranicznych i polskich grup młodzieżowych i dorosłych (2015-2017).
- Muzeum Żydów Mazowieckich, Płock. Wykład o śladach po mezuzach oraz warsztaty designu na temat święta Purim oraz przedmiotu mezuza (2016- 2017).
- Pierwsze Liceum w Sokołowie Podlaskim. Lekcja przedsiębiorczości oraz wykład o sztuce żydowskiej (2016).
- Workmen Circle New York, Warszawa. Spotkanie autorskie w formule Q/A dla zarządu amerykańskiej fundacji działającej na rzecz sprawiedliwości i równości społecznej. (2018)
- National Museum of American Jewish History, Philadelphia. Wykład o śladach po mezuzach (2018).
- Congregation Beit Simchat Torah, NYC. Spotkanie w formule Q/A z członkami największej na świecie synagogi LGBT na temat śladów po mezuzach (2018).
- Toronto Reference Library. Wykład o śladach po mezuzach (2019).

## Kolekcja polskiego szkła
Kolekcjoner polskiego szklanego designu z lat 60-80, ze szczególnym uwzględnieniem dorobku Jana Sylwestra Drosta oraz Eryki Trzewik-Drost a wyprodukowanego przez Hutę Szkła Gospodarczego „Ząbkowice”. Odkrywca nieznanej pracy Jana Sylwestra Drosta Pion / Lot osobiście zidentyfikowanej przez artystę:
W 1975 r. HSG "Ząbkowice" zainstalowała nową frezarko-kopiarkę, którą wykonano eksperymentalną formę metalową tego świecznika. Uformowane próbnie ręcznym prasowaniem świeczniki przeznaczono jako egzemplarze reklamowe. Świecznik wykonany został w krótkiej serii, około 150 sztuk.
Obecnie Aleksander Prugar realizuje antologię polskiego szklanego designu o roboczej nazwie Szkło Polskie dzięki środkom uzyskanym ze stypendium Ministra Kultury i Dziedzictwa Narodowego na upowszechnianie polskiej kultury w internecie.

## Rodzina
Syn Andrzeja Prugara, reżysera dźwięku do filmów Andrzeja Wajdy, Lecha Majewskiego oraz realizatora nagrań muzycznych Paktofoniki, Dżemu, Zbigniewa Wodeckiego, Józefa Skrzeka, Jerzego Miliana, Ankh, Kalibru 44 i innych. Syn Danieli Prugar, przedsiębiorcy i byłej pilot szybowcowej. Wnuk Eryka Prugara, profesora Politechniki Gliwickiej, prodziekana Wydziału Mechaniczno-Energetycznego PG, autora 4 wynalazków.

## Edukacja
- Górnośląska Szkoła Handlowa w Katowicach, socjologia, specjalność dziennikarstwo (2006)
- Uniwersytet Warszawski, dziennikarstwo i komunikacja społeczna (2011)
- Państwowa Wyższa Szkoła Filmowa, Telewizyjna i Teatralna im. L.Schillera w Łodzi, wydział operatorski (2015)
- Szkoła Główna Handlowa, Studia Menedżerskie.
- Absolwent warsztatów Eddie Adams Workshop w Nowym Jorku (2008) oraz VGIK Summer Film School w Kazaniu, w Federacji Rosyjskiej (2011).

## Ślady po mezuzach
Od 2014 roku prowadzi projekt, którego celem jest poszukiwanie oraz utrwalanie śladów po mezuzach. W ramach poszukiwań odbył wielokrotne podróże na Ukrainę, Białoruś i do Rumunii. Do chwili obecnej odszukał i udokumentował 130 śladów po mezuzach w 90 miastach. To największa baza śladów po mezuzach na świecie. Współorganizator Festiwalu Mezuza, pierwszego w Polsce edukacyjnego festiwalu poświęconego problematyce śladów po mezuzach. Projekt poszukiwania śladów po mezuzach realizuje razem z Heleną Czernek, projektantką m.in. papierowego żonkila związanego z obchodami rocznicy wybuchu Powstania w Getcie Warszawskim oraz pasów w formie klawiatury fortepianu znajdujących się na ulicy Emilii Plater w Warszawie.